# 김은수 (배우)
김은수(1968년 6월 24일~)는 대한민국의 배우이다. 1989년 MBC 19기 공채 탤런트로 데뷔하였다.

## 학력
- 무학여자고등학교
- 인하공업전문대학 항공운항학과

## 연기 활동

### 텔레비전 드라마
- 1990년 MBC 《조선왕조 오백년 - 대원군》
- 1991년 MBC 《또 하나의 행복》
- 1991년 MBC 《사랑이 뭐길래》
- 1991년 MBC 《고개숙인 남자》
- 1993년 MBC 《엄마의 바다》
- 1993년 SBS 《열정시대》
- 1994년 MBC 《서울의 달》
- 1994년 SBS 《행복하고 싶어요》
- 1994년 MBC 《여울목》
- 1995년 SBS 《옥이 이모》
- 1996년 MBC 《남자 셋 여자 셋》
- 1997년 SBS 《LA아리랑》
- 1997년 KBS2 《파랑새는 있다》 ... 홍단옥 역
- 1997년 MBC 《방울이》
- 1999년 MBC 《장미와 콩나물》
- 1999년 SBS 《흐린날에 쓴 편지》
- 1999년 MBC 《허준》 ...개금 역
- 2000년 MBC 《세 친구》
- 2000년 SBS 《도둑의 딸》 ... 금희 역
- 2000년 SBS 《착한남자》
- 2002년 MBC 《로망스》
- 2002년 KBS2 《결혼합시다》 ... 우수미 역
- 2002년 MBC 《맹가네 전성시대》
- 2003년 EBS1 《TV로 보는 원작동화 - 나의 천사 나의 웬수》 ... 유진 (금지, 은지 모) 역
- 2003년 MBC 《러브레터》 ... 혜원 역
- 2003년 MBC 《죽도록 사랑해》
- 2003년 MBC 《귀여운 여인》
- 2005년 MBC 《슬픈 연가》
- 2005년 SBS 《홍콩 익스프레스》 ... 제니퍼 역
- 2005년 KBS2 《위험한 사랑》
- 2006년 CCTV-2 《엄마의 장국집》 (중국)
- 1999년 ~ 2009년 KBS2 《부부클리닉 사랑과 전쟁》
- 2010년 SBS 《대물》
- 2011년 ~ 2013년 KBS2 《부부클리닉 사랑과 전쟁》(시즌2)
- 2014년 JTBC 《유나의 거리》 ... 엄혜숙 역
- 2020년 KBS2 《비밀의 남자》 ... 여숙자 역

### 영화
- 1974년 《남사당》
- 1991년 《누가 용의 발톱을 보았는가》
- 2004년 《그 놈은 멋있었다》 - 미용사 역
- 2008년 《무림여대생》 - 따귀녀 역
- 2016년 《사랑은 없다》 - 희옥 역

### 연극
- 2017년 《목계나루 아가씨》 - 팔도댁 역

## 연기 외 활동

### 광고
- 경남제약 레모나
- 광동제약 우황청심환
- 사조산업 로하이참치
- 농심 스낵
- 코카-콜라 컴퍼니 코카-콜라
- 2004년 LG전자 김장독
- 2005년 삼진제약 게보린 - 두통 체조
- 2005년 서울우유협동조합 서울우유 MBP - 당신 뼈에 좋은 일이 생깁니다